# Partit Unit Panetíop
Partit Unit Panetíop ((All Ethiopia Unity Party AEUP) és un partit polític estatal d'Etiòpia, sorgit el 1992 com a partit ètnic amhàric amb el nom d'Organització Popular Pan-Amhàrica (All Amhara People’s Organization, AAPO). L'agost del 2002, sota la direcció d'Hailu Shawel, l'AAPO es va transformar de partit ètnic a partit estatal (no ètnic) agafant el nom de Partit Unit Panetíop (AEUP All Ethiopia Unity Party) si bé una part del partit (minoritària) va conservar l'antic nom i va seguir actuant com a partit. Per a les eleccions del 2005 l'AEUP va negociar participar amb la Coalició per la Unitat i la Democràcia (CUD, Coalition for Unity and Democracy) amb tres altres partits no ètnics i a les discutides eleccions del 15 de maig de 2005, aquesta coalició va obtenir 109 escons dels 527 del Consell Popular de Representants.
Després d'això una part del partit, que s'havia oposat a participar amb la CUD, sota el nom de Coordinating Committee for Salvaging All Ethiopia Unity Party va acusar als líders del partit d'arrogància i d'administració dictatorial, d'assetjar estudiants nacionalistes i de posar el partit en crisis i perill de desintegració nomenant individuals incompetents només per lleialtats personals i deixant el poder en mans de pocs, obligant als millors militants a abandonar el partit; els dissidents van prendre el control i van suspendre (fins a la decisió final) als principals caps del partit: Major Getachew Mengiste i Abayneh Birhanu; el president del partit, Hailu Shawel, va poder romandre al càrrec, ja que era el líder de la CUD però sense dret a prendre cap decisió que afectés al partit sense consultar al Comitè de Coordinació. Després Hailu Shawel fou acusat del fracàs de l'AEUP en obtenir més vots a les eleccions per la seva mala direcció per la qual altres notables com el doctor Mekonnen Bishaw van decidir romandre separats; no obstant altres caps que havien treballat molt i molt bé pel partit, foren també eliminats, especialment Girma Shumye, que va dimitir, i Wondayehu Kassa; Shawel també fou acusat d'haver sacrificat l'AEUP en benefici i ajuda de la CUD. Finalment, al cap d'uns mesos, l'antiga direcció va recuperar el control del partit i va expulsar els dissidents.